# 猛鷹突擊兵團 (電影)
《天降雄鷹》（英語：The Eagle Has Landed）是一部1976年拍摄的根据同名小说改编而成的英国电影，它是特種作戰电影經典作。它讲述的是1943年时納粹德國以16名傘兵降落到英國境內化妝作自由波蘭軍，準備在英國首相邱吉爾行經附近時予以綁架但最后行动失败的故事。
此片採取罕見德軍角度觀點拍攝第二次世界大戰，對德意志國防軍空降獵兵有極精緻描述及高度肯定。除勇猛作戰及盡忠愛國孤軍奮戰，更挺身而出由黨衛軍手上保護將被送至集中營的猶太人女子。

## 劇情概述
1943年9月12日，德国伞兵从意大利山顶监狱成功救出墨索里尼后，法西斯头子希特勒开了一个玩笑：要把丘吉尔从伦敦绑架至柏林。卡拉里斯特将军将这个近似荒唐的特别任务交给了瑞德尔上校令其进行可行性研究。在缜密的筹划后瑞德尔上校决定正式行动时,却被卡拉里斯特将军拦截了电报,并被警告忘了这个任务.不久党卫军领袖希姆莱亲自召见瑞德尔上校,交与他一封拥有无上特权的「信书」,责其继续他的计划.前爱尔兰反抗组织人员戴弗利作为最合适的人率先被空投到了英国东海岸,就职湿地看守并与当地间谍联络.随后，在戴弗利的内应下，戴罪立功的什泰那上校率领的伞兵特遣队也在英国东海岸准确着陆.
在邱吉尔首相必经的一个农庄，戴弗利和什泰那上校分别以湿地看守和波兰伞兵的身份赢得了农庄人的信任。就在什泰那以组织演习为名勘察熟悉地形时，一个士兵在营救落水儿童时暴露了德军的身份。庄民异常惊惶，什泰那上校下令将所有的庄民关押在教堂里。
两个少女在教堂储藏室偷听到什泰那与神父的讲话后，冒着生命的危险将德军入侵的消息报告给了梅尔森庄园的美国驻军。戈拉伦斯上校当即率队前往，激烈的交火中，戈拉伦斯上校不幸阵亡。在哈里上尉的增援下，德军伞兵除什泰那上校和副手在兄弟们的掩护下得以逃生外，其余的悉数被歼。但什泰那上校躲过一劫后，仍然固执地去完成绑架任务。不久，远在柏林的瑞德尔被希姆萊下令枪决，其實當日的所謂無上權力的書信，不過是好大喜功的希姆萊所製，而今行動失敗，為求自保而將瑞德爾滅口。什泰那也在成功刺杀邱吉尔后，被英军的警卫部队击毙,但他并不知道那只是一个替身，邱吉爾本人正身在德黑蘭，與羅斯福及斯大林舉行「德克蘭會議」。

## 經典畫面
- 德軍突擊隊被圍困在教堂內，留下来的队员伴奏着管风琴与美军展开了激烈的战斗,并最终全部阵亡.此幕经典在于英德都是基度教国，竟在神圣教堂内交战开火，且德军在管风琴上被格毙，压出琴键尾声如輓歌响起，此教堂枪战后被香港吴宇森大导拍成名片喋血双雄同幕，至于全片最后十分锺，德军什上校独自跑至英海边悬崖边，用狙击枪准备射击邱翁座车经过海边时，突一声枪响，他竟先被英军枪杀也。

## 演員
- 迈克尔·凯恩 饰 庫特·史坦納
- 唐纳·苏泽兰 饰 利亚姆·德夫林
- 罗伯特·杜瓦尔 饰 兰道上校
- 珍妮·艾格特 饰 Molly Prior
- Donald Pleasence 饰 海因里希·希姆莱
- Anthony Quayle 饰 威廉·卡纳里斯
- Jean Marsh 饰 Joanna Grey
- Sven-Bertil Taube 饰 Hauptmann von Neustadt
- John Standing 饰 Father Verecker
- Judy Geeson 饰 Pamela Verecker
- Treat Williams 饰 Capt. Clark
- Larry Hagman 饰 Col. Pitts
- Alexei Jawdokimov 饰 Cpl. Kuniski